# توماس اندرو أوزبورن
وهو سياسي ودبلوماسي أمريكي ينتمي إلى الحزب الجمهوري ولد توماس اندرو أوزبورن في 26 تشرين الأول - أكتوبر من سنة 1836 في ولاية بنسلفانيا الأمريكية انتقل أوزبورن في نوفمبر من سنة 1857 إلى ولاية كنساس الأمريكية أصبح أوزبورن في 13 يناير من سنة 1873 حاكما على ولاية كنساس وقد استمر أوزبورن في منصبه كحاكم على الولاية إلى 8 يناير من سنة 1877 بعدها تم تعينه لمنصب وزير الولايات المتحدة لشؤون شيلي في 28 أغسطس من سنة 1877 واستمر أوزبورن في هذا المنصب إلى سنة 1881 بعدها في نفس السنة تم تعينه لمنصب وزير الولايات المتحدة لشؤون البرازيل وقد شغل أوزبورن هذا المنصب إلى 11 يوليو من سنة 1885 توفي توماس اندرو أوزبورن في 4 شباط - فبراير من سنة 1898 في ولاية بنسلفانيا.